# Alcalinotérreos
| H  |    |    |    |    |    |    |    |    |    |    |    |    |    |    |    |    | He |
| Li | Be |    |    |    |    |    |    |    |    |    |    | B  | C  | N  | O  | F  | Ne |
| Na | Mg |    |    |    |    |    |    |    |    |    |    | Al | Si | P  | S  | Cl | Ar |
| K  | Ca | Sc | Ti | V  | Cr | Mn | Fe | Co | Ni | Cu | Zn | Ga | Ge | As | Se | Br | Kr |
| Rb | Sr | Y  | Zr | Nb | Mo | Tc | Ru | Rh | Pd | Ag | Cd | In | Sn | Sb | Te | I  | Xe |
| Cs | Ba | *  | Hf | Ta | W  | Re | Os | Ir | Pt | Au | Hg | Tl | Pb | Bi | Po | At | Rn |
| Fr | Ra | ** | Rf | Db | Sg | Bh | Hs | Mt | Ds | Rg | Cn | Nh | Fl | Mc | Lv | Ts | Og |
|    |    |    |    |    |    |    |    |    |    |    |    |    |    |    |    |    |    |
| *  | La | Ce | Pr | Nd | Pm | Sm | Eu | Gd | Tb | Dy | Ho | Er | Tm | Yb | Lu |    |    |
| ** | Ac | Th | Pa | U  | Np | Pu | Am | Cm | Bk | Cf | Es | Fm | Md | No | Lr |    |    |

| Metales alcalinotérreos |

Los metales alcalinotérreos son un grupo de elementos que se encuentran situados en el grupo 2 de la tabla periódica y son los siguientes: berilio (Be), magnesio (Mg), calcio (Ca), estroncio (Sr), bario (Ba) y radio (Ra). Este último no siempre se considera, pues tiene un tiempo de vida media corto.
El nombre «alcalinotérreos» proviene del nombre que recibían sus óxidos, «tierras», que tienen propiedades básicas (alcalinas). Poseen una electronegatividad ≤ 1,57 según la escala de Pauling.
Los alcalinotérreos son más duros que los metales alcalinos, tienen brillo y son buenos conductores eléctricos; menos reactivos que los alcalinos, buenos agentes reductores y forman compuestos iónicos. Todos ellos tienen dos electrones en su capa más externa (electrones de valencia).

## Características

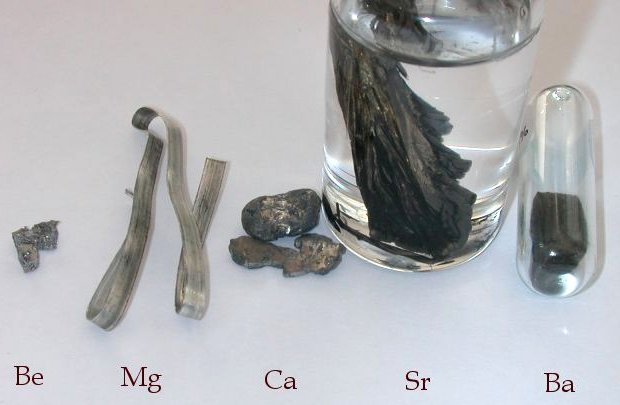
Aspecto de metales alcalino-térreos: berilio, magnesio, calcio, estroncio y bario.

- Tienen una configuración electrónica ns2.
- Tienen baja energía de ionización, aunque mayor que los alcalinos del mismo período, tanto menor si se desciende en el grupo.
- A excepción del berilio, forman compuestos claramente iónicos.
- Son metales de baja densidad, coloreados y blandos.
- La solubilidad de sus compuestos es bastante menor que sus correspondientes alcalinos.
- Todos tienen sólo dos electrones en su nivel energético más externo, con tendencia a perderlos, por su lado con lo que forman un ion negativo.
- Todos tienen como valencia +2.
- Se comportan como alcalinos y térreos al mismo tiempo.

## Reacciones
- Reaccionan con facilidad con halógenos para formar sales iónicas.

M + X2 —> MX2
Ejemplo:
Ca + Cl2 → CaCl2
- El anhidro cloruro de calcio es una sustancia higroscópica que se usa como desecante

Reacción con Oxígeno para formar óxidos igual que los alcalinos.
Ca + 1/2 O2 → CaO
Mg + 1/2O2 → MgO
Con Hidrógeno forman sales muy solubles en agua 
Ca + H2 → CaH2
Ca, Sr y Ba reaccionan fácilmente con el agua para formar hidróxido e hidrógeno gaseoso. Be y Mg son pasivados por una capa impermeable de óxido. Sin embargo, el magnesio amalgamado reaccionará con el vapor de agua.
Mg + H2O → MgO + H2
No es de extrañar que la dureza del agua se base en estas propiedades.

## Metales alcalinotérreos, obtención y aplicaciones
- Existen dos métodos fundamentales de obtención:
  - Electrólisis de sus haluros fundidos:

MX2(l) —> M(l) + X2(g). 
- - Reducción de sus óxidos con carbono:

MO(s) + C(s) —> M(s) + CO(g)
- El Berilio se emplea en la tecnología nuclear y en aleaciones de baja densidad, elevada solidez y estabilidad frente a la corrosión. También se utiliza como dopante de tipo p para algunos semiconductores.

- El magnesio ha sido ampliamente utilizado en la industria con un papel estructural en la medida en que sus propiedades en esta área son mejores que las del aluminio; sin embargo, su uso se ha reducido debido al riesgo de inflamación que presenta. A menudo se alea con aluminio o zinc para formar materiales con propiedades interesantes.

- El calcio actúa como agente reductor en la separación de otros metales de sus minerales, como el uranio. También se alea con otros metales, como el aluminio y el cobre, y se puede utilizar para la desoxidación de determinadas aleaciones o en la producción de mortero y cemento.

- El estroncio y el bario tienen menos aplicaciones que los metales alcalinotérreos más ligeros. El carbonato de estroncio SrCO3 se utiliza para producir fuegos artificiales rojos, mientras que el estroncio puro se utiliza para estudios neuroquímicos. Mientras el bario se utiliza para crear un vacío en los tubos de electrones principalmente.

## Historia

### Etimología
Los metales alcalinotérreos reciben su nombre de sus óxidos, las tierras alcalinas, cuyos nombres antiguos eran berilia, magnesia, cal, estroncia y baria. Estos óxidos son básicos (alcalinos) cuando se combinan con agua. "Tierra" era un término aplicado por los primeros químicos a las sustancias no metálicas insolubles en agua y resistentes al calor, propiedades que comparten estos óxidos. La comprensión de que estas tierras no eran elementos sino compuestos se atribuye al químico Antoine Lavoisier. En su Traité Élémentaire de Chimie] (Elementos de Química) de 1789 los denominó elementos terrestres formadores de sales. Más tarde, sugirió que las tierras alcalinas podrían ser óxidos metálicos, pero admitió que se trataba de meras conjeturas. En 1808, siguiendo la idea de Lavoisier, Humphry Davy fue el primero en obtener muestras de los metales por electrólisis de sus tierras fundidas, apoyando así la hipótesis de Lavoisier y haciendo que el grupo recibiera el nombre de metales alcalinotérreos.

### Descubrimiento
Los compuestos de calcio calcita y cal se conocen y utilizan desde la prehistoria. Lo mismo ocurre con los compuestos de berilio berilo y esmeralda. Los demás compuestos de los metales alcalinotérreos se descubrieron a partir de principios del siglo XV. El compuesto de magnesio sulfato de magnesio fue descubierto por primera vez en 1618 por un granjero de Epsom en Inglaterra. El carbonato de estroncio se descubrió en los minerales del pueblo escocés de Strontian en 1790. El último elemento es el menos abundante: el  radio radiactivo, que se extrajo de la uraninita en 1898.
Todos los elementos, excepto el berilio, se aislaron por electrólisis de compuestos fundidos. El magnesio, el calcio y el estroncio fueron producidos por primera vez por Humphry Davy en 1808, mientras que el berilio fue aislado de forma independiente por Friedrich Wöhler y Antoine Bussy en 1828 haciendo reaccionar compuestos de berilio con potasio. En 1910, el radio fue aislado como metal puro por Curie y André-Louis Debierne también por electrólisis.

#### Berilio
.

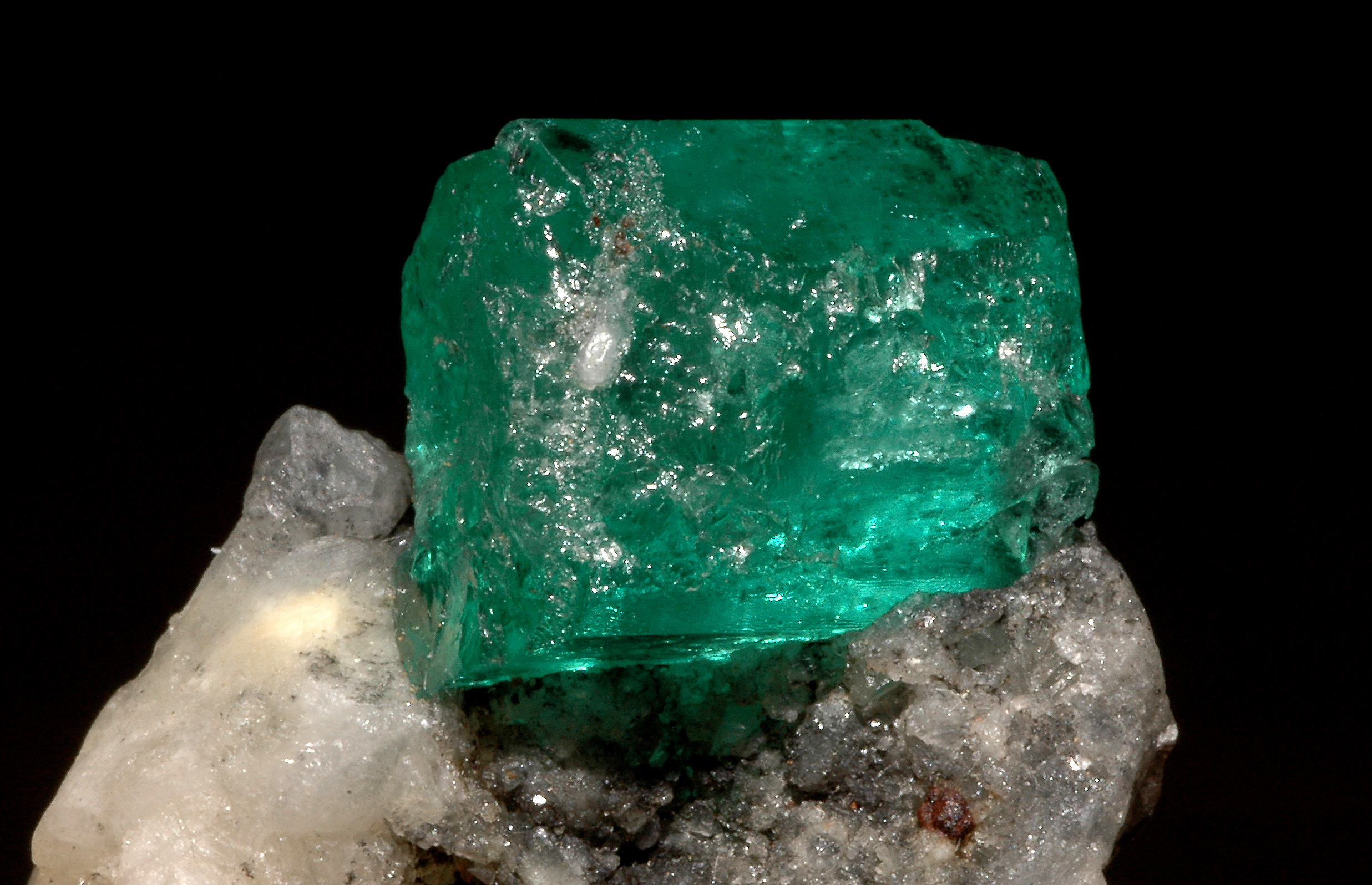
Esmeralda es una forma de berilo, el principal mineral de berilio

El Berilo, mineral que contiene berilio, se conoce desde la época del  Reino Ptolemaico en Egipto. Aunque en un principio se pensó que el berilo era un silicato de aluminio, posteriormente se descubrió que el berilo contenía un elemento entonces desconocido cuando, en 1797, Louis-Nicolas Vauquelin disolvió hidróxido de aluminio de berilo en un álcali. En 1828, Friedrich Wöhler y Antoine Bussy aisló de forma independiente este nuevo elemento, el berilio, por el mismo método, que implicaba una reacción de cloruro de berilio con potasio metálico; esta reacción no fue capaz de producir grandes lingotes de berilio. No fue hasta 1898, cuando Paul Lebeau realizó una electrólisis de una mezcla de fluoruro de berilio y fluoruro de sodio, que se produjeron grandes muestras puras de berilio.

#### Magnesio
El magnesio fue producido por primera vez por Humphry Davy en Inglaterra en 1808 mediante electrólisis de una mezcla de magnesia y óxido mercúrico. Antoine Bussy lo preparó en forma coherente en 1831. La primera sugerencia de Davy para darle un nombre fue magnium, pero actualmente se utiliza el nombre magnesio.

#### Calcio
La cal se ha utilizado como material de construcción desde 7000 a 14.000 a. C., y hornos utilizados para la cal han sido datados en 2.500 a. C. en Khafaja, Mesopotamia. El calcio como material se conoce al menos desde el siglo I, ya que se sabe que los antiguos romanos utilizaban óxido de calcio preparándolo a partir de la cal. Desde el siglo X se sabe que el sulfato de calcio es capaz de fijar los huesos rotos. Sin embargo, el calcio propiamente dicho no se aisló hasta 1808, cuando Humphry Davy, en Inglaterra, utilizó la electrólisis en una mezcla de cal y óxido mercúrico, tras enterarse de que Jöns Jakob Berzelius había preparado una amalgama de calcio a partir de la electrólisis de cal en mercurio.

#### Estroncio
En 1790, el médico Adair Crawford descubrió minerales con propiedades distintivas, que fueron denominados estrontitas en 1793 por Thomas Charles Hope, profesor de química de la Universidad de Glasgow, que confirmó el descubrimiento de Crawford. El estroncio fue finalmente aislado en 1808 por Humphry Davy mediante electrólisis de una mezcla de cloruro de estroncio y óxido mercúrico. El descubrimiento fue anunciado por Davy el 30 de junio de 1808 en una conferencia ante la Royal Society.

#### Bario

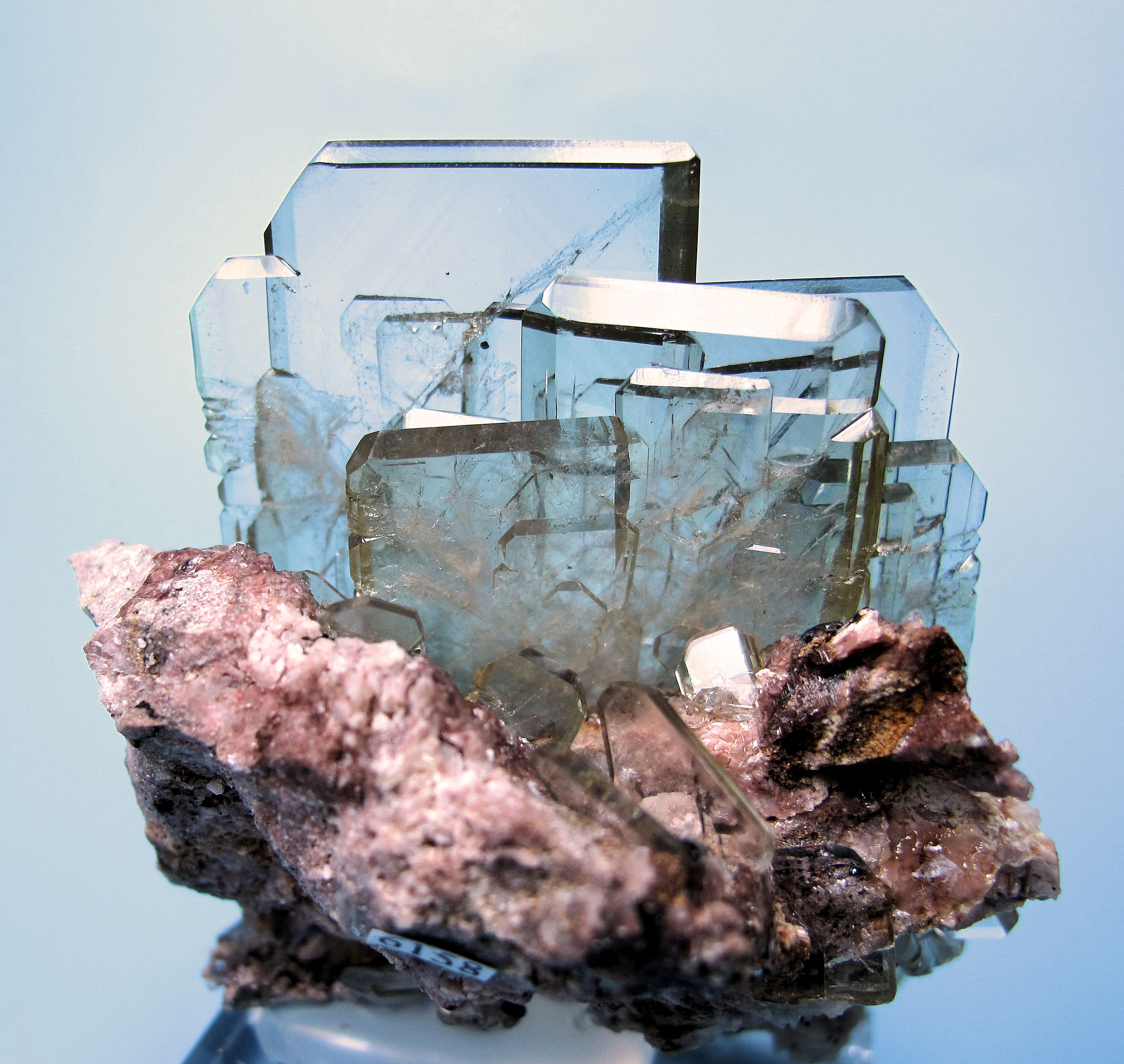
La barita, el material del que se descubrió por primera vez que contenía bario

La barita, un mineral que contiene bario, fue reconocido por primera vez como un nuevo elemento en 1774 por Carl Scheele, aunque sólo pudo aislar óxido de bario. El óxido de bario fue aislado de nuevo dos años más tarde por Johan Gottlieb Gahn. Más tarde, en el siglo XVIII, William Withering observó un mineral pesado en las minas de plomo de Cumberland, que ahora se sabe que contienen bario. El bario propiamente dicho se aisló finalmente en 1808, cuando Humphry Davy utilizó la electrólisis con sales fundidas, y Davy bautizó el elemento bario, en honor a la barita. Más tarde, Robert Bunsen y Augustus Matthiessen aislaron el bario puro por electrólisis de una mezcla de cloruro de bario y cloruro de amonio.

#### Radio
Mientras estudiaban la uraninita, el 21 de diciembre de 1898, Marie y Pierre Curie descubrieron que, incluso después de la desintegración del uranio, el material creado seguía siendo radiactivo. El material se comportaba de forma algo similar a los compuestos de bario, aunque algunas propiedades, como el color de la prueba de la llama y las líneas espectrales, eran muy diferentes. Anunciaron el descubrimiento de un nuevo elemento el 26 de diciembre de 1898 a la Academia Francesa de Ciencias. El radio recibió su nombre en 1899 de la palabra radio, que significa rayo, ya que el radio emitía energía en forma de rayos.

## Importancia Helenística
Los metales alcalinotérreos tienen un papel biológico muy variable, algunos son esenciales, otros altamente tóxicos o incluso indiferentes:
El berilio es poco soluble en agua, muy raramente está presente en las células vivas y no tiene ningún papel biológico conocido 
El magnesio y el calcio, en cambio, están ampliamente presentes en todos los organismos vivos conocidos y juegan un papel vital. Por ejemplo, el magnesio actúa como cofactor en muchas enzimas y las sales de calcio juegan un papel estructural en los huesos de vertebrados y las conchas de moluscos.
Los gradientes de concentración de iones de magnesio y calcio a través de las membranas celulares o intracelulares (orgánulos envolventes) están regulados por bombas de iones que interactúan con varios procesos bioquímicos fundamentales.
El estroncio y el bario son bastante raros en la biosfera y, por lo tanto, tienen un papel biológico marginal. No obstante, el estroncio juega un papel importante en los animales marinos, en particular el coral, donde participa en la síntesis del exoesqueleto.